# Beyond the Huddle
Beyond the Huddle ist die Dokumentarserie der European League of Football (ELF), die seit dem 3. Dezember 2023 über den hauseigenen Game Pass ausgestrahlt wird.

## Inhalt und Produktion
Die Serie soll einen Blick hinter die Kulissen der Liga bieten. In der Dokumentation stehen die Spieler im Fokus. Sie berichten von Sport, Beruf oder Studium und Privatleben. Außerdem werden Vereine begleitet und beobachtet, wie diese ihr Team entwickeln, zugleich entsteht mit den Munich Ravens eine komplett neue Franchise. Auch die Mitarbeiter der Liga werden begleitet und in ihrem Arbeitsalltag gezeigt. Die Staffel endet mit dem Finale der ELF-Saison 2023 in Duisburg.

## Produktion
Produziert wurde die erste Staffel von der ELF selbst und all-in-production, einer Münchener Produktionsfirma. Aufgeteilt in sechs 30-minütige Folgen, wird die Doku am 30. November in Hamburg als Premiere der Presse und eingeladenen Gästen präsentiert. Die erste Staffel der Dokumentarserie beinhaltet sechs Folgen à 30 Minuten. Die Kino-Preview findet am 30. November in Hamburg statt. Am 3. Dezember wird die erste Folge der Serie im Game Pass der ELF ausgestrahlt.

## Episodenliste

### 2023
| Nr. | Name                      | Erstausstrahlung  | Inhalt |
| --- | ------------------------- | ----------------- | --- |
| 1   | How To Build A Team       | 3. Dezember 2023  | Die erste Folge befasst sich mit der Ausrichtung und Gründung einer ELF-Franchise und den damit verbundenen Herausforderungen am Beispiel der Vienna Vikings und Munich Ravens.  |
| 2   | Homegrown Heroes          | 10. Dezember 2023 | Die zweite Folge begleitet die Spieler Tim Hänni (Helvetic Guards), Gianluca Santagostino (Milano Seamen) und Sandro Platzgummer (Tirol Raiders) auf ihrem Weg durch den Alltag. |
| 3   | A look behind the Curtain | 17. Dezember 2023 | Die dritte Folge zeigt einen Einblick hinter die Kulissen der ELF und zeigt ligainterne Mitarbeiter bei ihrer täglich Arbeit.                                                    |
| 4   | A Fan’s Game              | 24. Dezember 2023 | In der vierten Folge stehen die Fans und Fanclubs der Liga im Vordergrund. |
| 5   | A Step Ahead              | 25. Dezember 2023 | Exemplarisch wurden in der fünften Folge die jeweiligen Projekte der Stuttgart Surge, Barcelona Dragons und Hamburg Sea Devils näher begleitet.                                  |
| 6   | The Championship Game     | 26. Dezember 2023 | Die sechste und finale Folge der ersten Staffel beinhaltet Informationen rund um das Finale der ELF Saison 2023 in Duisburg.                                                     |